# کاسارس د لاس اوردس
کاسارس د لاس اوردس (به اسپانیایی: Casares de las Hurdes) یک منطقهٔ مسکونی در اسپانیا است که در استان کاسرس واقع شده‌است. کاسارس د لاس اوردس ۲۰ کیلومتر مربع مساحت دارد ۱٬۱۱۰ متر بالاتر از سطح دریا واقع شده‌است.